# 波拉盖
波拉盖（法語：Paulhaguet，法語發音：[polaɡɛ]）是法国上卢瓦尔省的一个市镇，位于该省中西部，属于布里尤德区。

## 地理
波拉盖（45°12'29"N, 3°30'48"E）面积11.23 平方千米，位于法国奥弗涅-罗讷-阿尔卑斯大区上盧瓦爾省，该省份为法国中南部省份，北起多姆山省和卢瓦尔省，西接康塔爾省，南至洛泽尔省，东临阿尔代什省。
与波拉盖接壤的市镇（或旧市镇、城区）包括：沙萨涅、拉绍梅特、库特日、多梅拉、马兹拉欧鲁兹、圣乔治多拉克、圣普雷热阿尔芒东、萨尔聚。

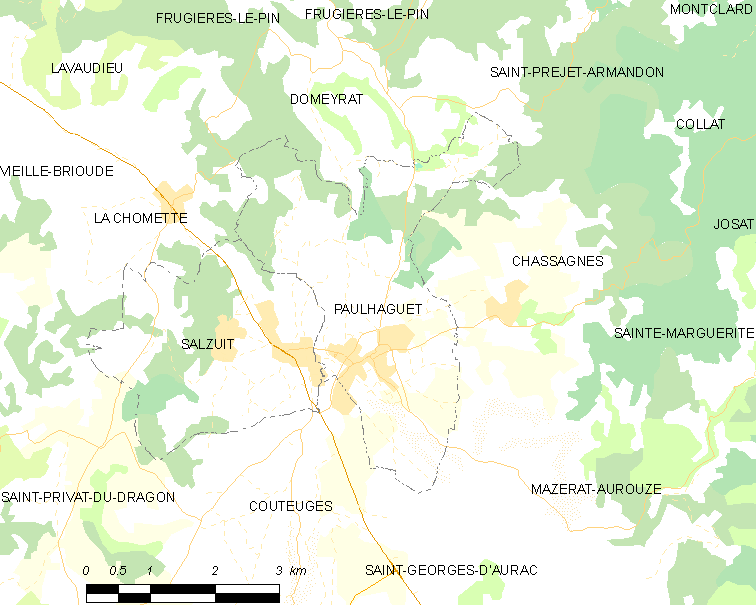
波拉盖的OSM定位图

波拉盖的时区为UTC+01:00、UTC+02:00（夏令时）。

## 行政
波拉盖的邮政编码为43230，INSEE市镇编码为43148。

## 政治
波拉盖所属的省级选区为拉法耶特地区县。

## 人口

1962-2008年间波拉盖人口变化图示

波拉盖于2022年1月1日时的人口数量为855人。